# Попов, Афанасий Ферапонтович
Афана́сий Ферапо́нтович Попо́в (1828 — 15 (27) февраля 1870) — русский писатель

, журналист, педагог, путешественник.

## Биография
Окончил Орловскую духовную семинарию.
В 1863 году окончил курс в Санкт-Петербургской духовной академии со степенью кандидата богословия.
С 1858 по 1864 год в качестве студента находился в составе 14-й Русской духовной миссии в Пекине, а позднее состоял драгоманом духовной миссии и преподавателем русского языка в Пекинском училище.
Первым печатным трудом Попова была статья в «Указателе правительственных распоряжений по Министерству финансов» (1860, № 11): «О таможенном и соляном сборе в Китае за 1859 г.».
В 1861—1862 годах он печатал корреспонденции о русской торговле в Китае в газетах «Амур» и «Кяхтинский Листок», в 1863—1864 годах — в «Санкт-Петербургских Ведомостях», где поместил несколько хороших очерков быта и нравов китайцев.
В 1865 году в «Известиях Императорского Русского Географического Общества» был помещён его «Рассказ китайца о поездке в Жэ-ха, летнюю резиденцию китайских богдыханов».
Скончался 15 февраля 1870 года в Пекине.
После смерти Попова были напечатаны его «Путевые заметки о Хань-коу и русских чайных фабриках» («Записки Императорского Русского географического общества по отделению Статистики», 1871, т. II).